# Portret van Jan de Leeuw
Portret van Jan de Leeuw is een portret in olieverf op paneel geschilderd door Jan van Eyck in 1436. De afgebeelde persoon is Jan de Leeuw (1401-na 1456). Het portret bevindt zich nog in de originele lijst die rondom gemerkt is met de volgende tekst: “IAN DE [leeuwfiguurtje] OP SANT ORSELEN DACH/ DAT CLAER EERST MET OGHEN SACH. 1401. GHECONTERFEIT NU HEEFT MI IAN / VAN EYCK WEL BLIICT WANNEER BEGA[N]. 1436”. Met de lijst meet het portret 33 bij 27,5 cm.
Wie Jan de Leeuw was is blijkbaar niet honderd percent zeker. De meeste onderzoekers noemen hem goudsmid of edelsmid die deken werd van de gilde van goud- en zilversmeden in Brugge. De meeste kunsthistorici gaan ervan uit dat Jan de Leeuw en Jan van Eyck vrienden waren gezien de familiariteit van het portret.
De zitter werd afgebeeld in een zwarte mantel en hij draagt een zwarte kaproen. De mantel is afgezoomd met bont aan de hals en de mouwen. Hij kijkt ernstig met een indringende blik de toeschouwer aan. In de rechterhand houdt hij een gouden ring met een rode steen, volgens sommigen een referentie naar zijn beroep, anderen zien hierin een symbool van een huwelijksbelofte.
In de tekst op de lijst hebben onderzoekers drie chronogrammen ontdekt. Als men de letters die Romeinse cijfers voorstellen in de zinsdelen gaat optellen (en sommige weglaat!) bekomt men in de eerste twee zinnen het geboortejaar van de zitter en in de twee volgende het jaar van uitvoering van het werk, als men de Y voor een I neemt en de W voor twee V’s.

## Weblinks
Men kan een aantal werken van Jan van Eyck raadplegen en sterk vergroten op de website Further works by Jan van Eyck van het KIK/IRPA.